# قرار مجلس الأمن التابع للأمم المتحدة رقم 1251
قرار مجلس الأمن التابع للأمم المتحدة رقم 1251، المتخذ بالإجماع في 29 حزيران / يونيو 1999، بعد إعادة تأكيد جميع القرارات السابقة بشأن الحالة في قبرص، بما في ذلك القراران 1217 (1998) و1218 (1998)، مدد المجلس ولاية قوة الأمم المتحدة لحفظ السلام في قبرص لمدة ستة أشهر أخرى حتى 15 كانون الأول / ديسمبر 1999.
ووافقت حكومة قبرص مرة أخرى على استمرار وجود قوة الأمم المتحدة لحفظ السلام في الجزيرة. وظل الوضع على طول خط وقف إطلاق النار هادئا بصرف النظر عن الانتهاكات الطفيفة، على الرغم من وجود قيود على حرية حركة قوة الأمم المتحدة لحفظ السلام في قبرص.
ومُددت ولاية قوة الأمم المتحدة لحفظ السلام في قبرص حتى 15 كانون الأول / ديسمبر 1999، وتم تذكير السلطات في قبرص وشمال قبرص بضمان سلامة أفراد القوة وإنهاء العنف ضدها. تم حث السلطات العسكرية في كلا الجانبين على الامتناع عن الأعمال التي يمكن أن تؤدي إلى تفاقم التوترات مثل إزالة الألغام على طول المنطقة العازلة. ودُعي الجانب القبرصي اليوناني على وجه الخصوص إلى تنفيذ مجموعة تدابير القوة. كما كان هناك قلق بشأن تعزيز الأسلحة العسكرية في جنوب قبرص وعدم إحراز تقدم في خفض عدد القوات الأجنبية. وفي هذا الصدد، حث المجلس جمهورية قبرص على تقليص الإنفاق الدفاعي وسحب القوات الأجنبية، بهدف شامل لنزع السلاح من الجزيرة بأكملها.
ورحب مجلس الأمن بالجهود الجارية التي تبذلها قوة الأمم المتحدة لحفظ السلام في قبرص لتنفيذ ولايتها الإنسانية. كما أعاد التأكيد على موقفه الراسخ بأن القضية القبرصية يجب أن تحل على أساس قبرص الواحدة باتحاد ثنائي المناطق وثنائي الطائفتين دون انفصال أو اتحاد مع دولة أخرى.
وأخيراً، طُلب من الأمين العام كوفي عنان تقديم تقرير إلى المجلس بحلول 1 كانون الأول / ديسمبر 1999 بشأن تنفيذ القرار الحالي. القرار 1250 الذي تم تبنيه في نفس اليوم ناقش عملية السلام في الجزيرة.

## روابط خارجية
- نص القرار في undocs.org